# 徐丹
徐丹（1969年4月13日—），中國已退役男子射擊運動員，籍貫是吉林長春。

## 生涯
徐丹在1985年時在教練楊小平的長春市軍體校接受射擊運動訓練。次年，仿成為吉林射擊的一員，教練為金淳捌。3年後，即1989年，他進入國家隊，當時他的教練為张恒。但由於徐丹在國內和國際賽事水平不穩，因此他曾三次被降回省隊。1993年後，他再沒有重返省隊。
然而，在他第三度返回國家隊後，他於上海市舉行的八運會，奪得了男子個人10米氣手槍的金牌，又曾於5月時在南韓的首爾射擊賽事以575環破男子個人50米手槍小項的亞洲紀錄。翌年，他在世界錦標賽的男子團體自選手槍慢射60發小項中與隊友贏得冠軍。同年的曼谷亞運中，他先後為中國在男子個人及團體10米氣手槍兩個小項中取得兩面金牌。
2001年，徐丹於九運會中獲得男子個人10米氣手槍小項的銀牌。次年於釜山廣域市的亞運中，他與王義夫和譚宗亮以1750環的成績衛冕男子團體50米手槍慢射小項的金牌，並打破了當時的亞運紀錄。
2003年，他於意大利站的世界盃總決賽分別在男子個人50米步槍、手槍與移動靶三個小項都贏得了冠軍。隨後克羅地亞的射擊賽事中，他取得了男子個人50米手槍小項的季軍。2004年雅典奧運，徐丹和隊友譚宗亮相相於男子個人50米手槍小項的預賽以排名第10和第18，未能晉級決賽。回國後，徐丹宣佈退出國家隊。